# Relationship of Command
Relationship of Command ist das dritte und erfolgreichste Musikalbum der US-amerikanischen Post-Hardcore-Band At the Drive-In. Es erschien im September 2000 und war das letzte vor ihrer Auflösung im Februar 2001. Die Titel One Armed Scissor, Invalid Litter Dept. und Rolodex Propaganda wurden als Single ausgekoppelt.

## Entstehung
Nach ihren ersten Konzerten in Europa im Jahre 1998 und einer Tournee in den USA als Vorband von Guns n’ Roses veröffentlichte die Band im Sommer 1999 die EP Vaya. Um für ihr drittes Album ein breiteres Publikum erreichen zu können, entschied sich die Band für einen Labelwechsel zum Konzern Digital Entertainment Network, der jedoch im Mai 2000 bankrottging und die Band an Grand Royal Records, dem Label von Beastie-Boys-Mitglied Mike D., weitergab.
Produziert wurde Relationship of Command von Ross Robinson, der bereits durch seine Arbeit mit Slipknot und Korn bekannt wurde. Dieser konnte auch Iggy Pop dafür gewinnen, einen Part am Anfang von Enfilade zu sprechen und den Hintergrundgesang bei Rolodex Propaganda zu übernehmen. Abgemischt wurde das Album von Andy Wallace.
Erstmals in ihrer Geschichte hatte die Band mehrere Wochen Zeit um ein Album einzuspielen. Die Aufnahmen begannen Anfang des Jahres 2000 und dauerten etwa 6 Wochen, aufgrund der Labelwechsel verzögerte sich die Veröffentlichung noch bis zum September 2000.
Das Album sollte vorerst das letzte der Band sein, abgesehen von der 2005 veröffentlichten Compilation This Station Is Non-Operational, deren Titel ein Zitat aus dem Song One Armed Scissor ist. Am 21. Februar 2001 spielte die Band ihren letzten Gig in Groningen, danach trennten sie sich wegen künstlerischer Differenzen. Cedric Bixler-Zavala und Omar Rodriguez Lopez gründeten zunächst die Band De Facto und später dann The Mars Volta während die anderen drei Mitglieder als Sparta weitermachten.

## Covergestaltung
Das Artwork für das Album und die drei ausgekoppelten Singles wurde von Damon Locks entworfen und enthält Motive rund um das Thema Trojanisches Pferd.

## Titelliste
1. Arcarsenal – 2:55
2. Pattern Against User – 3:17
3. One Armed Scissor – 4:19
4. Sleepwalk Capsules – 3:27
5. Invalid Litter Dept. – 6:05
6. Mannequin Republic – 3:02
7. Enfilade – 5:01
8. Rolodex Propaganda – 2:55
9. Quarantined – 5:24
10. Cosmonaut – 3:23
11. Non-Zero Possibility – 5:36
12. Extracurricular – 3:59 (Bonustrack auf der Wiederveröffentlichung von Fearless Records)
13. Catacombs – 4:14 (Bonustrack auf der Wiederveröffentlichung von Fearless Records)

## Erfolg
Relationship of Command wurde ein großer kommerzieller Erfolg und auch von den Kritikern überwiegend positiv aufgenommen.
In den britischen Charts erreichte das Album Platz 33. Ende 2000 wurde das Album von den Lesern der deutschen Musikzeitschrift Visions nur auf Platz 7 der Jahresendcharts gewählt, erreichte bei den 150 Platten für die Ewigkeit im Jahr 2005 jedoch Platz 6.